# Katastrofa lotu Delta Air Lines 1141
Katastrofa lotu Delta Air Lines 1141 – katastrofa lotnicza, która miała miejsce 31 sierpnia 1988 roku w Stanach Zjednoczonych. Boeing 727-232 amerykańskich linii Delta Air Lines rozbił się krótko po starcie z lotniska Dallas-Fort Worth. W wyniku katastrofy zginęło 14 osób spośród 108 znajdujących się na pokładzie, a 76 odniosło obrażenia.

## Samolot
Boeing 727-200 to amerykański, wąskokadłubowy samolot pasażerski o średnim zasięgu, produkowany od 1967 roku przez firmę Boeing. Na swoim pokładzie może pomieścić do 189 pasażerów. W latach .60 i 70. XX wieku był najpopularniejszym samolotem pasażerskim na świecie. Boeing 727-232 o numerze seryjnym 20750 został dostarczony do Delta Air Lines w listopadzie 1973 roku, po czym otrzymał numer rejestracyjny N473DA. Wyposażony był w trzy silniki Pratt & Whitney JT8D-15, zamontowane na tylnej części kadłuba.

## Załoga
Załogę lotu 1141 Delta Air Lines w dniu 31 sierpnia 1988 roku stanowiło 7 osób:
- Larry Davis (48 lat) – kapitan
- Gary Kirkland (36 lat) – pierwszy oficer
- Steven Judd (30 lat) – mechanik pokładowy
- Dixie Dunn (56 lat) – stewardesa, zginęła w katastrofie
- Diana George (40 lat) – stewardesa
- Rosilyn Marr (43 lat) – stewardesa, zginęła w katastrofie
- Mary O'Neill (57 lat) – stewardesa

## Przebieg wydarzeń
Lot 1141 Delta Air Lines dnia 31 sierpnia 1988 roku był planowym lotem pasażerskim z Jackson (Missisipi) do Salt Lake City (Utah) z międzylądowaniem na międzynarodowym lotnisku Dallas-Fort Worth. Samolot wystartował z Jackson o 6:30 miejscowego czasu, podróż minęła bez zakłóceń. Boeing 727 wylądował w Dallas, po czym dokołował do bramy o 7:38. Po zatankowaniu, dopełnieniu formalności i ulokowaniu pasażerów w kabinie pasażerskiej - maszyna była gotowa do lotu. O 8:30 rozpoczęło się wypychanie samolotu z bramy, a 7 minut później kontroler poinstruował załogę o dołączeniu do kolejki na pas 18L. O 8:59 załoga otrzymała pozwolenie na start.
Jak zeznał później mechanik pokładowy, start wyglądał normalnie, wskazania przyrządów nie odbiegały od normy, jednak tuż po poderwaniu samolotu doszło do niezamierzonego przechylenia maszyny na prawe skrzydło, a jeden z pilotów powiedział "awaria silnika!". Z kolei kapitan zeznał, że wszystko przebiegało normalnie do momentu oderwania maszyny od pasa. Tuż po oderwaniu podwozia od pasa usłyszał dwie eksplozje i samolot zachowywał się jakby miał włączony odwracacz ciągu.
Świadkowie znajdujący się w wieży kontroli oraz na ziemi, zeznali iż start Boeinga 727 wyglądał normalnie do momentu oderwania maszyny od pasa. Kąt wznoszenia maszyny był większy niż zwykle, a z jego tylnej części wydobywały się iskry i płomienie. Dodali również, że skrzydła samolotu kołysały się z boku na bok, co wyglądało jakby był poza kontrolą załogi.
Boeing 727 strącił anteny ILS 300 metrów za pasem startowym po czym runął na ziemię około 600 metrów dalej. Samolot uległ zniszczeniu w wyniku uderzenia, a wrak stanął w płomeniach. Lot 1141 Delta Air Lines tego dnia trwał jedyne 22 sekundy.
Na pokładzie maszyny znajdowało się 101 pasażerów i 7 członków załogi. W wyniku katastrofy zginęły dwie stewardesy i 12 pasażerów. Jak wynika z oficjalnego raportu - jeden z pasażerów opuścił samolot, jednak po chwili wrócił do kabiny pasażerskiej by pomóc żonie i innym pasażerom wydostać się z wraku płonącej maszyny. W wyniku odniesionych ran i poparzeń, zmarł 11 dni po katastrofie.

## Przyczyny
W wyniku śledztwa prowadzonego przez NTSB za przyczyny katastrofy lotu 1141 uznano:
- błąd pilotów polegający na nieprawidłowym skonfigurowaniu samolotu przed startem, w wyniku czego maszyna startowała z niewysuniętymi klapami na skrzydłach, spowodowało to brak dostatecznej siły nośnej, a następnie uderzenie w ziemię w wyniku przeciągnięcia;
- awarię systemu ostrzegającego załogę o nieprawidłowej konfiguracji maszyny do startu.